# عبد الوهاب الكرارطي
عبد الوهاب الكرارطي (1912-1961) ولد في مدينة سليمان التونسية درس في جامع الزيتونة على الشيوخ محمد العزيز جعيط و محمد الزغواني وبلحسن النجار و ثم تولى التدريس فيه و في المدرسة الصادقية، سنة 1952 عين مفتيا حنفيا للديار التونسية تتلمذ لديه نخبة من نبغاء التونسيين كالحكيم إبراهيم الغربي و ساند الحركة الوطنية إلى جانب عدد من المناضلين كالصادق المقدم و الطيب سليم، عُيِّن قاضيا في محكمة التعقيب سنة 1957 وفي سنة 1961 توفي إثر حادث أليم في محطة السكك الحديدية بالعاصمة ليلة عيد الأضحى.